# 通信ケーブル (ゲームボーイ)
通信ケーブル（つうしんケーブル）は、任天堂の携帯型ゲームで用いる通信ケーブルである。ゲームボーイ用とゲームボーイアドバンス用では規格が異なるため、分けて説明する。いずれも単独でゲームをプレイする上で必須ではないが、これを用いた多人数プレイを行うことが可能である。
同社のニンテンドーDS以降の後継機では本体に無線通信機能が内蔵されているので通信ケーブルは使用しない。
主に、「ゲームボーイで使われた端子」「ゲームボーイポケットなどで使われた端子」「ゲームボーイアドバンスなどで使われた端子」「ゲームボーイミクロで使われた端子」の4つの規格が存在する。

## ゲームボーイ用

### ゲームボーイ

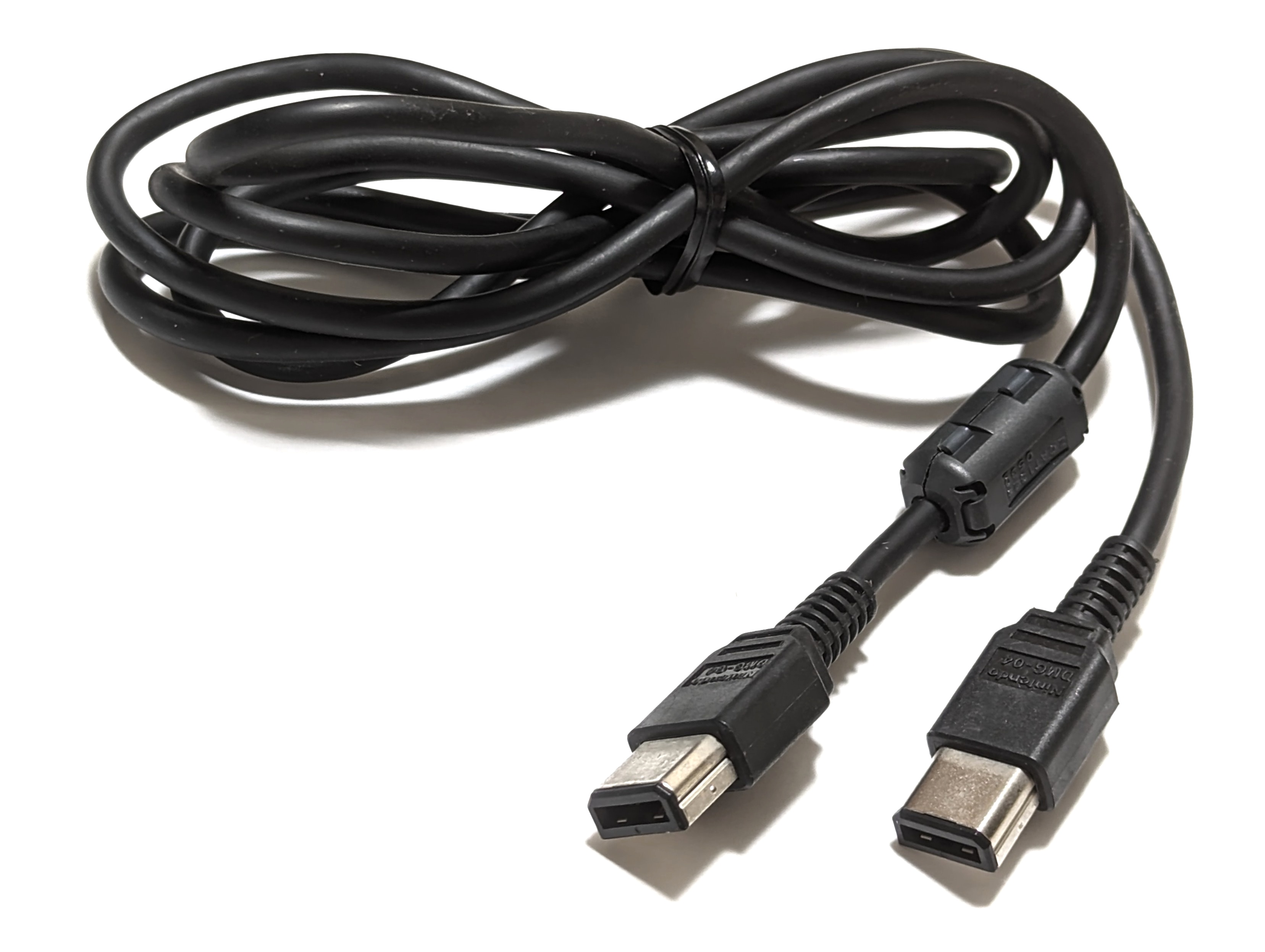
DMG-04

- ゲームボーイ専用通信ケーブル（DMG-04A）を用いて、2台のゲームボーイを接続することができる。
  - 使用例としてローンチソフトであるGB版『テトリス』の対戦や、RPGソフトのキャラクター転送や対戦など。
    - 特に『ポケットモンスター』シリーズはポケモン同士の交換と対戦がヒットの一因として挙げられる。
- 特定のゲームにのみ使える4人用アダプタ（DMG-07）も発売された。これは（公式には）初期型のゲームボーイにしか対応していない。

#### 4人用アダプタ対応のソフト
- F1レース（任天堂）
- トランプボーイII（パック・イン・ビデオ）
- アメリカ横断ウルトラクイズ（トミー）
- 突撃!ポンコツタンク（ハル研究所）
- F-1スピリット（コナミ）
- スーパー桃太郎電鉄（ハドソン）
- 茶々丸パニック（ヒューマン）
- 人生ゲーム伝説（タカラ）
- 熱血高校ドッジボール部 〜強敵!闘球戦士の巻〜（テクノスジャパン）★
- 中嶋悟監修 F-1 HERO GB（バリエ）
- 雀卓ボーイ（ナムコ）
- 雀四郎（サミー）
- ダウンタウン熱血行進曲 どこでも大運動会（テクノスジャパン）★
- 中嶋悟監修 F-1 HERO GB '92（バリエ）
- ヨッシーのクッキー（任天堂）
- UNO スモールワールド（トミー）
- 雀四郎2（サミー）
- UNO2 スモールワールド（トミー）■
- ナムコギャラリーVol.3（ナムコ）■

### ゲームボーイポケット

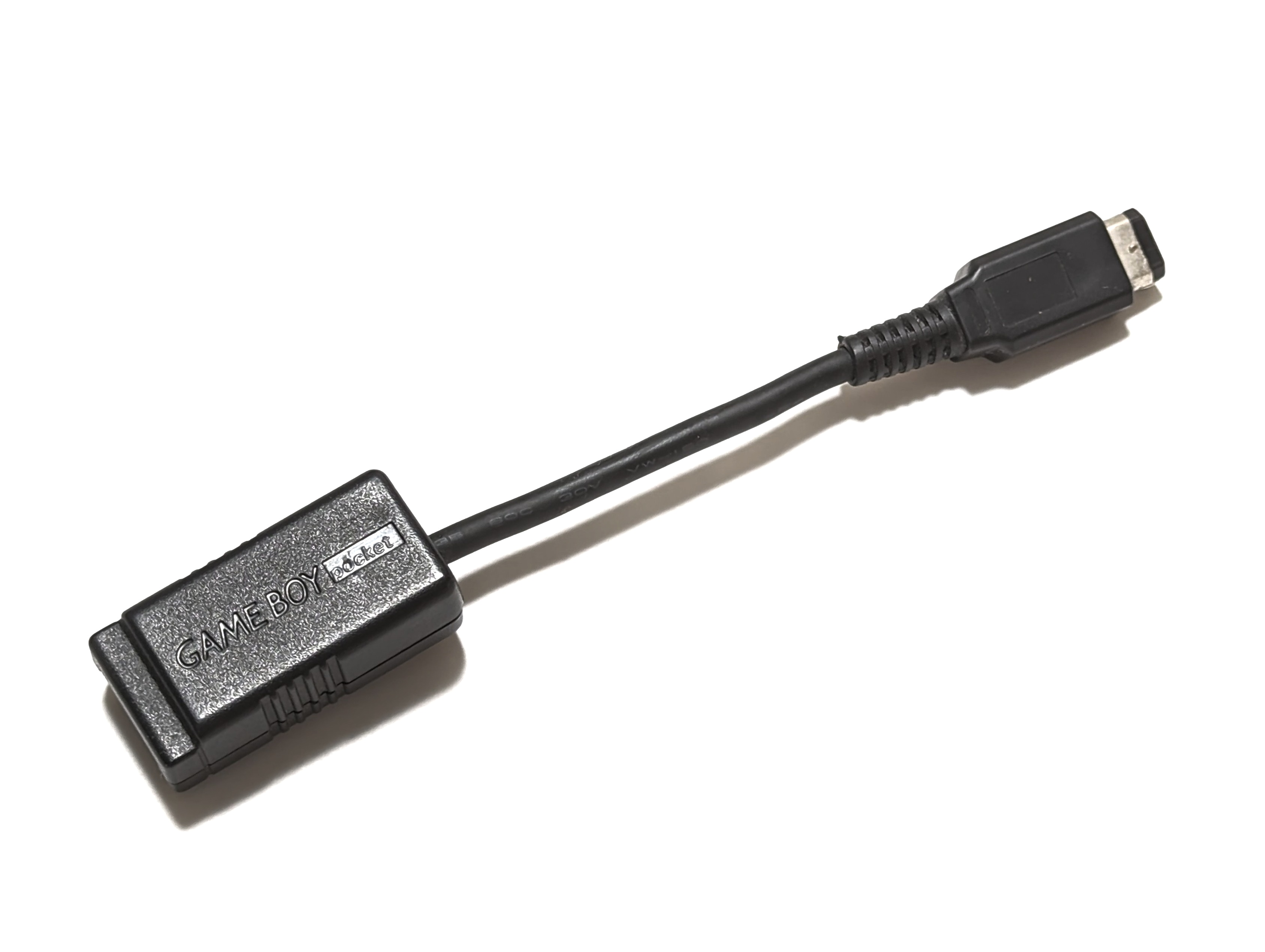
MGB-004
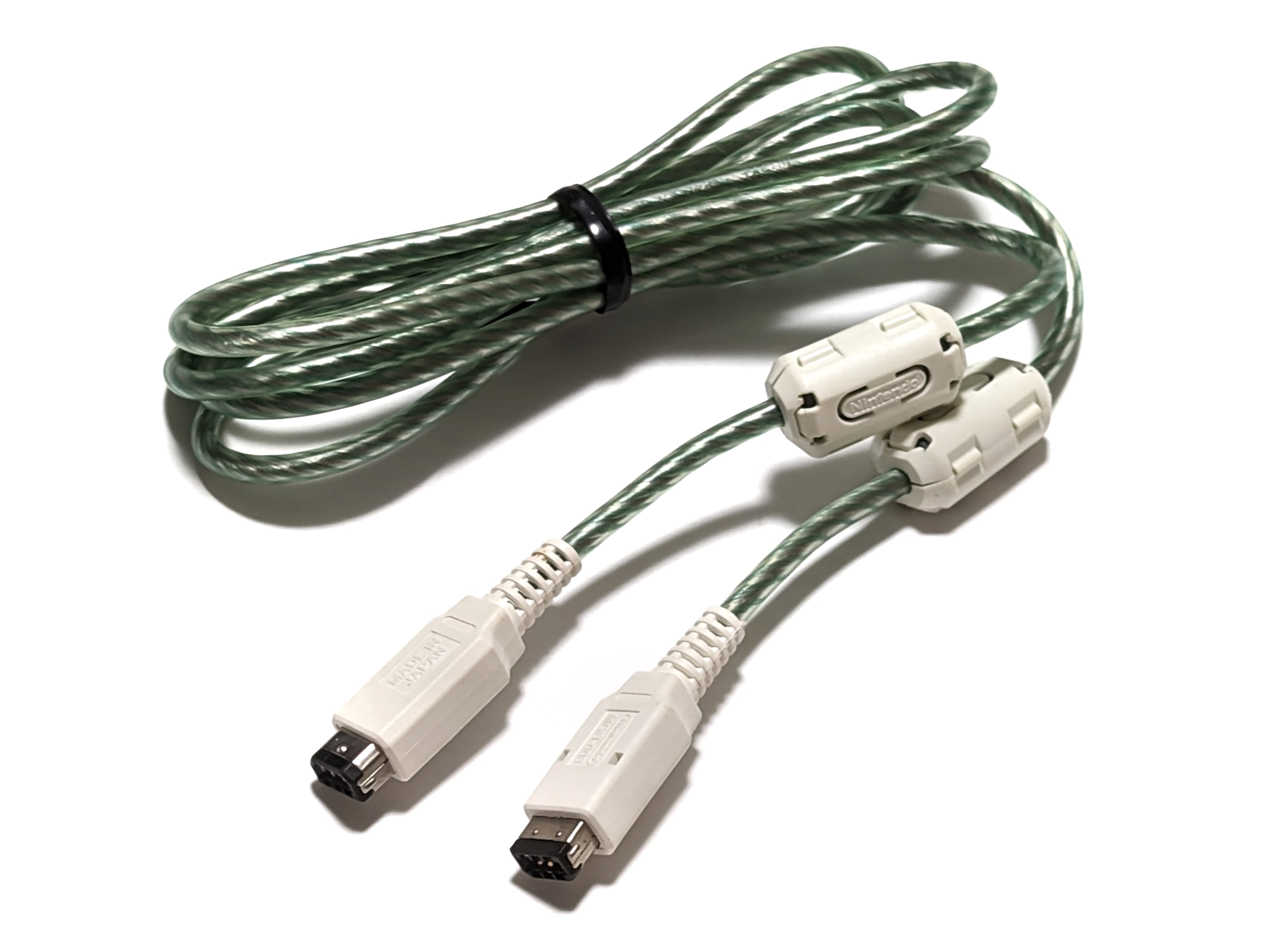
MGB-008
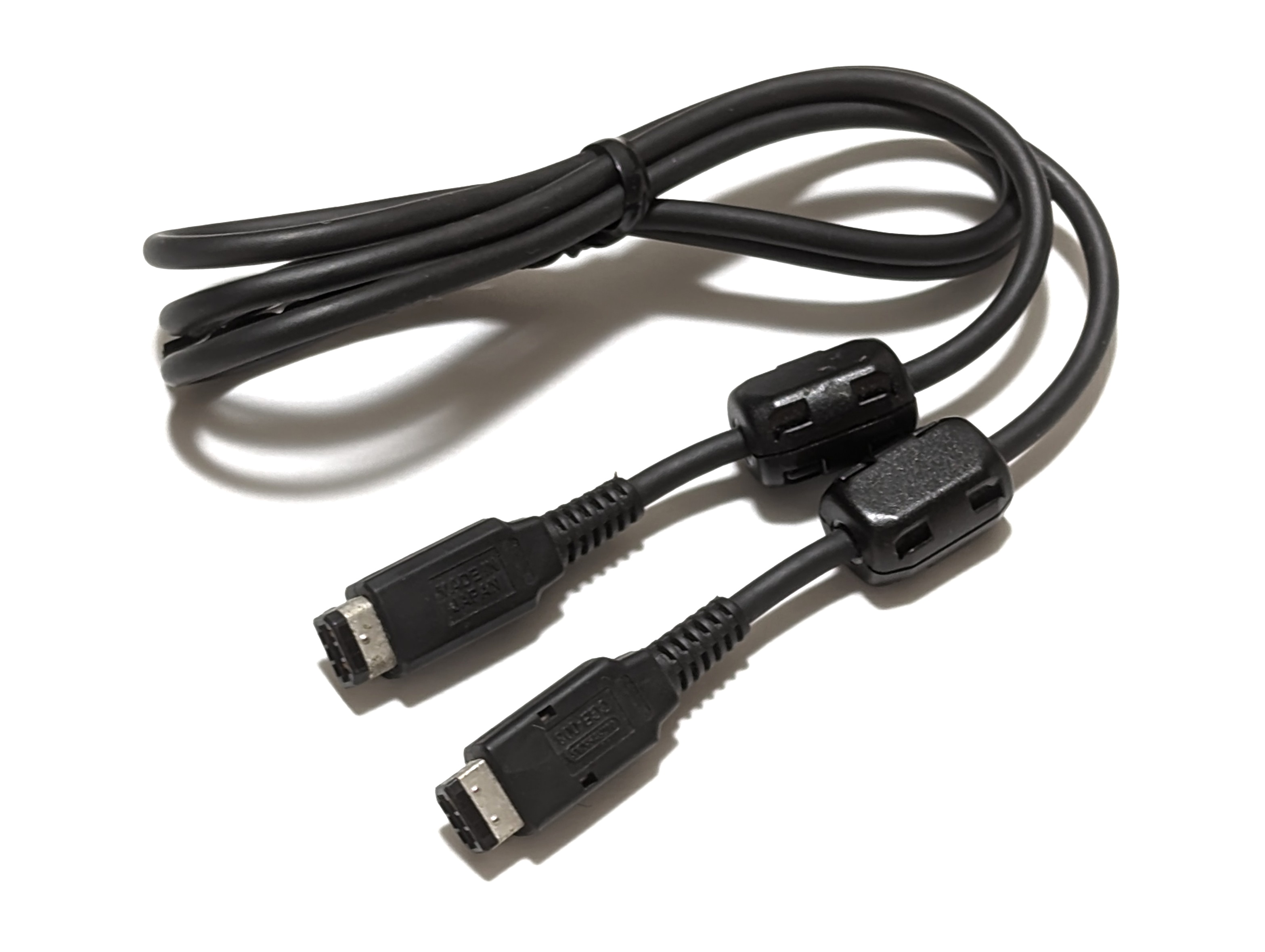
CGB-003

- ゲームボーイポケットにて、従来のゲームボーイから通信ケーブルの端子の形状が一新された。
  - 新旧の機種で通信を行う場合は変換コネクタ（MGB-004）を用いて、旧型のケーブルを新型の端子に合わせる必要がある。
    - 後に新型のゲームボーイシリーズのみに対応したポケット専用通信ケーブル（MGB-008）やゲームボーイシリーズ専用通信ケーブル（CGB-003）も発売された。
      - 海外では逆にこれらのケーブルを初代ゲームボーイに使えるようにした変換コネクタ（CGB-004）も発売されたが、日本では未発売。

  - 後に発売されるスーパーゲームボーイ2、ゲームボーイカラーは、このゲームボーイポケットの端子が採用されている。

#### ゲームボーイライト
- ゲームボーイライトはゲームボーイポケット（スーパーGB2・GBカラー）で使われている通信ケーブルで通信できるが、端子がポケット等と同一の形状かは不明である。

#### スーパーゲームボーイ2
- スーパーゲームボーイ2も、ゲームボーイポケット用の通信ケーブルで通信することができる[1][注 1]。
  - 通信ケーブルをつなげる端子は「通信対応コネクタ」[2]や「通信対応コネクタ(6P)」[3]と呼ばれている。
  - 通信ケーブルを繋げると緑色の通信LEDランプが点灯。データが適正に通信されているときには、この緑色の通信LEDランプが点滅する[3]。
  - 説明書には、必ず守る手順の一つとして「スーパーファミコンとゲームボーイの電源を同時にONにする」と紹介されている。
  - 一部のソフトは「スーパーゲームボーイで起動している」と感知することで、通信ケーブルがなくても「2人同時プレイ」を楽しむことができる。ただし、これはスーパーゲームボーイ無印にも存在するシステムかつ通信ケーブルとは関係ないシステムであるため、詳細はスーパーゲームボーイを参照。
  - 一部のソフトはこの手順だけでは通信できず、同梱の「通信プレイをされるまえに」というチラシに載っている操作をする必要がある[1]。

#### ゲームボーイカラー
- 「ゲームボーイポケット専用」と謳っているケーブル（MGB-008）も、このゲームボーイカラー本体及びGBC対応ソフトやGBC専用ソフトに対応している。
- 新たな通信機能としてゲームボーイカラー本体には赤外線端子が搭載された。しかし、特定のゲームソフトにしか対応しておらず、通信ケーブルの代用にはならない。
- 携帯電話と接続して遠隔通信を行うモバイルアダプタGBも通信ケーブルの一種と言える。

## ゲームボーイアドバンス用

### ゲームボーイアドバンス

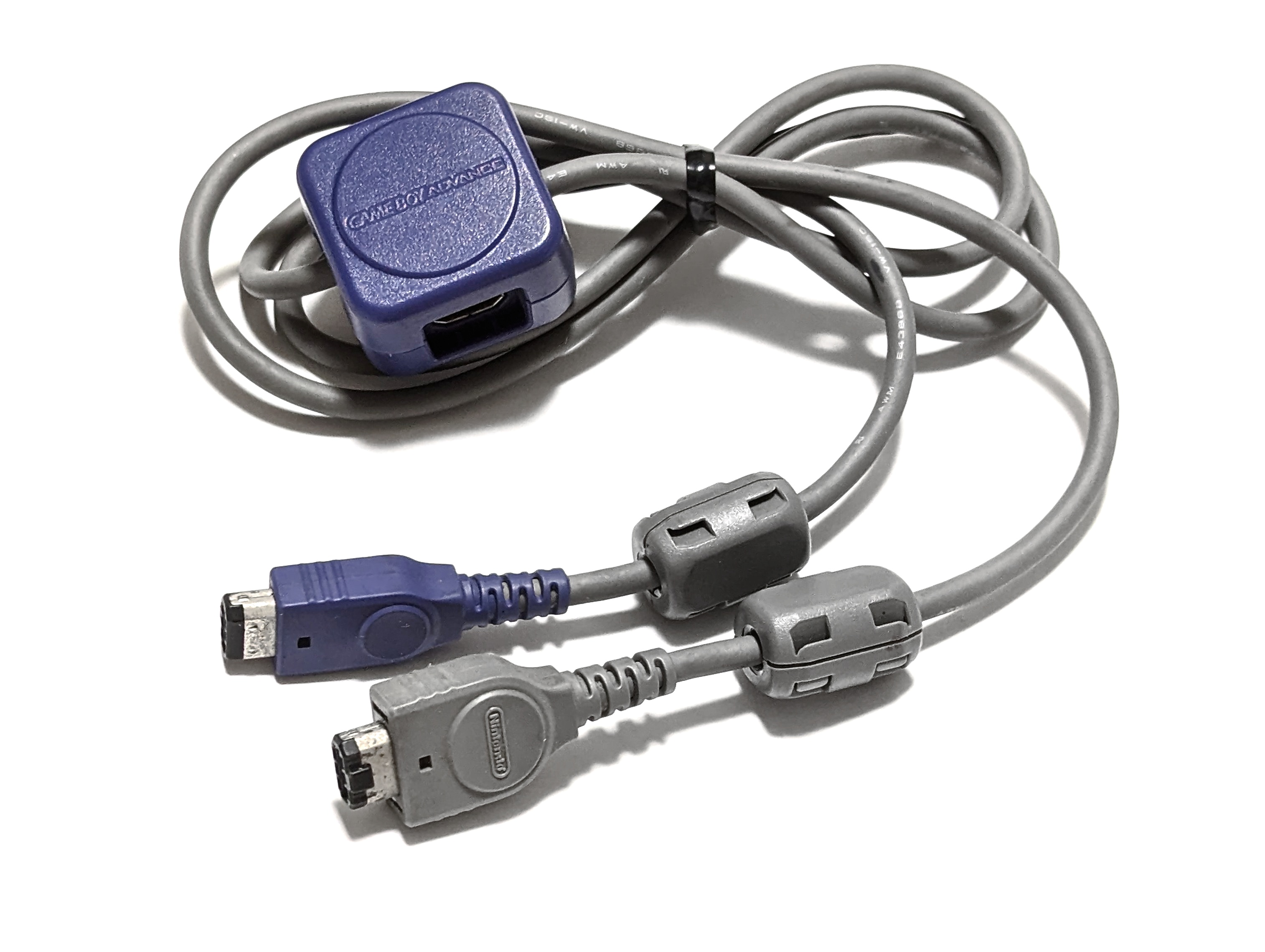
AGB-005

- ゲームボーイアドバンス用に通信ケーブルの端子が一新された。「外部拡張コネクタ」と呼ばれている[4]。
- 新たに開発されたゲームボーイアドバンス専用通信ケーブル（AGB-005）も接続することができるほか、従来のゲームボーイポケット（ライト・スーパーGB2・カラー）用のケーブルも接続することができる。
  - 後に発売されるゲームボーイアドバンスSP、ゲームボーイプレーヤーは、このゲームボーイアドバンスの端子が採用されている。
  - ゲームボーイアドバンス専用通信ケーブル（AGB-005）と従来の通信ケーブルの大きな相違点として、両端の紫色（1P用）と灰色（2P用）の端子及び中央の「接続ボックス」が挙げられる。この紫色の端子を1Pの本体や接続ボックスにつなげていくことで最大4人（4台）でプレイできる。
    - ソフトによっては、人数分のソフトとGBA本体が必要な「マルチカートリッジプレイ」と、ソフト1本で最大4人プレイができる「1カートリッジプレイ」というモードが存在する。
      - 1カートリッジプレイ向けにコマンドが存在し、起動時にSTARTとSELECTを押しっぱなしにしておくと「Nintendo®」の部分が消滅し、GBAソフトを刺した状態でも1カートリッジプレイの2 - 4Pとして待機できるようになる[5]。ただし、このコマンドはGBソフト及びGBC対応・専用ソフトを刺した状態では不可能。

    - 「ゲームボーイアドバンス専用通信ケーブル」の端子や中央の「接続ボックス」には凹凸が存在するため、このケーブルをゲームボーイカラー以前に接続したりゲームボーイシリーズ専用通信ケーブルを接続ボックスに接続したりすることはできない。

  - ゲームボーイアドバンス用ソフトの通信を行う場合はゲームボーイアドバンス専用の通信ケーブルを使用する[6]。また、ゲームボーイアドバンスでゲームボーイカラー以前のゲームの通信プレイを行う場合は「ゲームボーイシリーズ専用通信ケーブル（CGB-003）」を使用する[7]。ハードが同じでもソフトに合わせてケーブルを使い分ける必要がある。
    - ちなみに、ゲームボーイアドバンス専用通信ケーブルを2本使い、1Pプラグを互いのケーブル中央のコネクタに接続することで、ゲームボーイ用の通信ケーブルの互換機能を利用することができる。
- ゲームボーイアドバンス向けに開発された通信機器として、ゲームボーイアドバンス専用ワイヤレスアダプタというものが存在する。しかし、特定のゲームの通信にしか使用できず、ケーブルの代用品にはならない。

### ゲームボーイミクロ
- ゲームボーイミクロでは端子の形状が一新されたため、ゲームボーイミクロ専用通信ケーブル（OXY-008）が必要である。
  - ゲームボーイミクロ専用変換コネクタ（OXY-009）が発売された。この変換コネクタは旧ゲームボーイ用をポケット以降用に変換するものとは異なり、ミクロ専用ケーブルをアドバンスの端子に（新型のケーブルを旧型の端子に）合わせるためのものである。

## ニンテンドーDS（参考）
- 前述の通り、本体に無線通信機能が内蔵されているため（DSワイヤレスプレイ・DSダウンロードプレイ・ニンテンドーWi-Fiコネクション）、通信プレイにケーブルが不要になった。
- ニンテンドーDS、ニンテンドーDS LiteはGBAとの通信が不可能である。
  - DSシリーズの取扱説明書では、「次の周辺機器を使用した遊び方はできません」という一例として通信ケーブルやワイヤレスアダプタが紹介されている[8]。
  - DSシリーズの無線機能はワイヤレスアダプタの代わりにはならず、取扱説明書では、「ゲームボーイアドバンス専用ワイヤレスアダプタ対応ソフトは通信できません。」と紹介されている[9]。

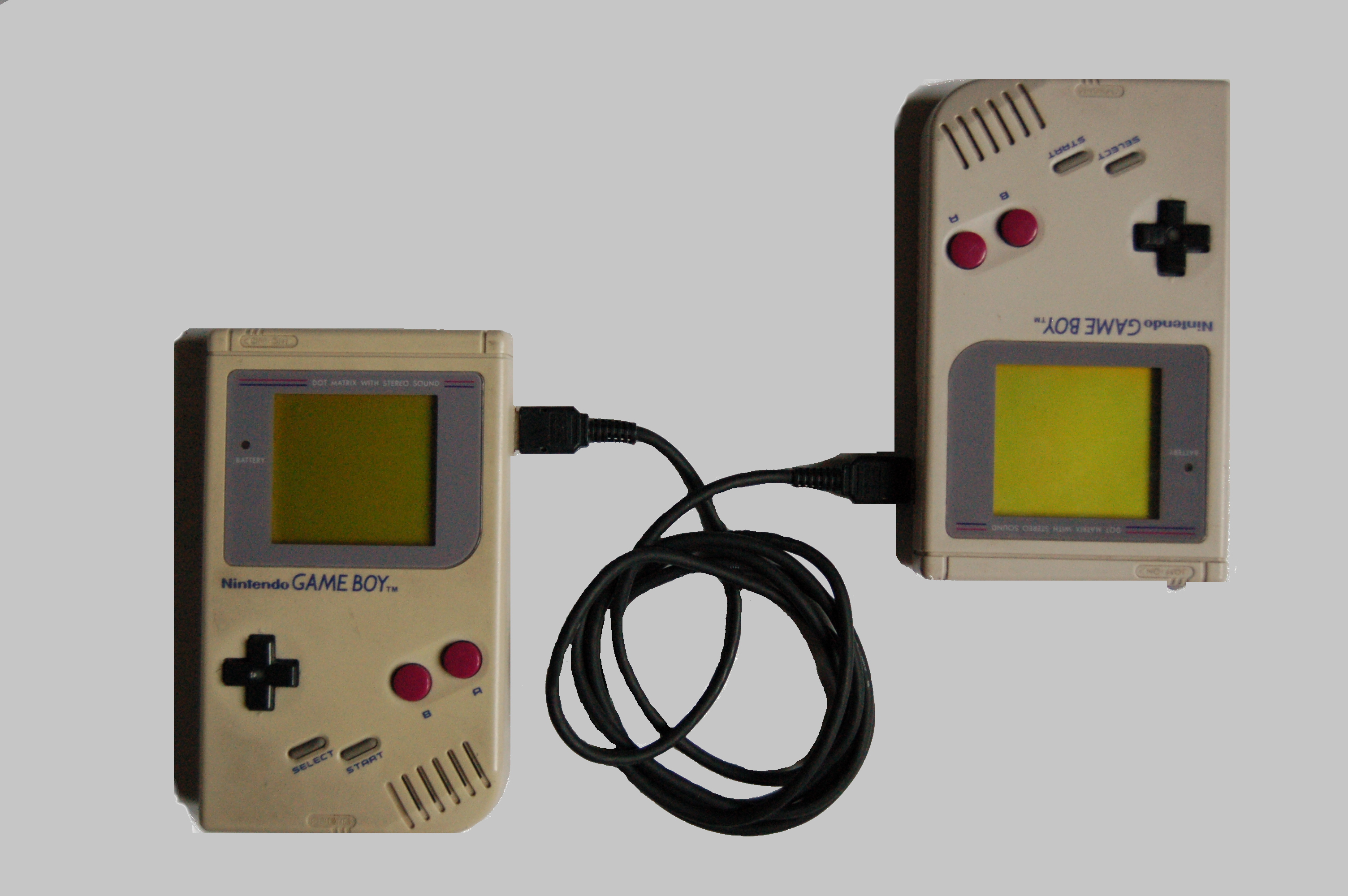
GB2台の通信接続例。
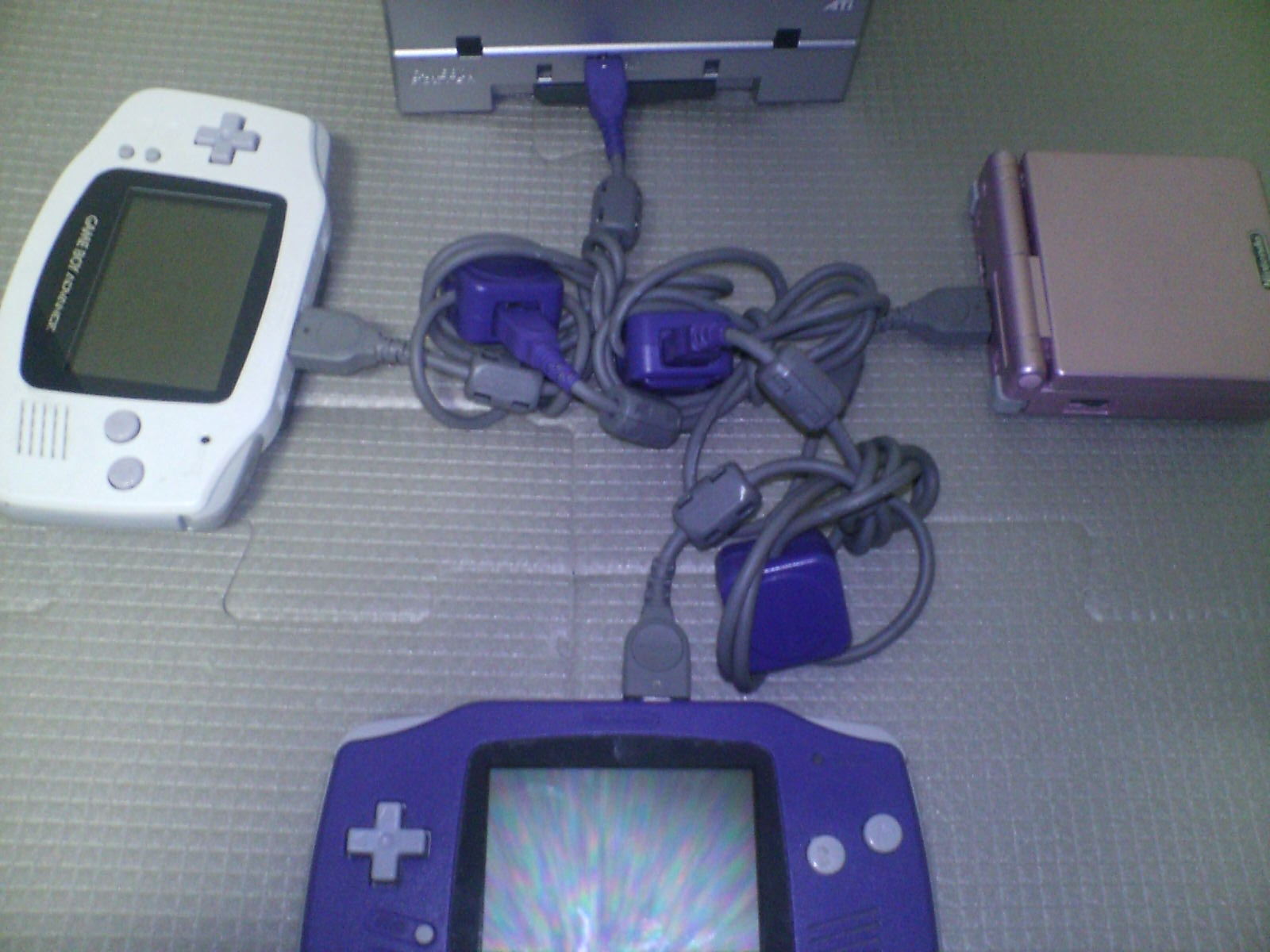
GBA2台とGBASP1台、GC1台による4人通信接続例。
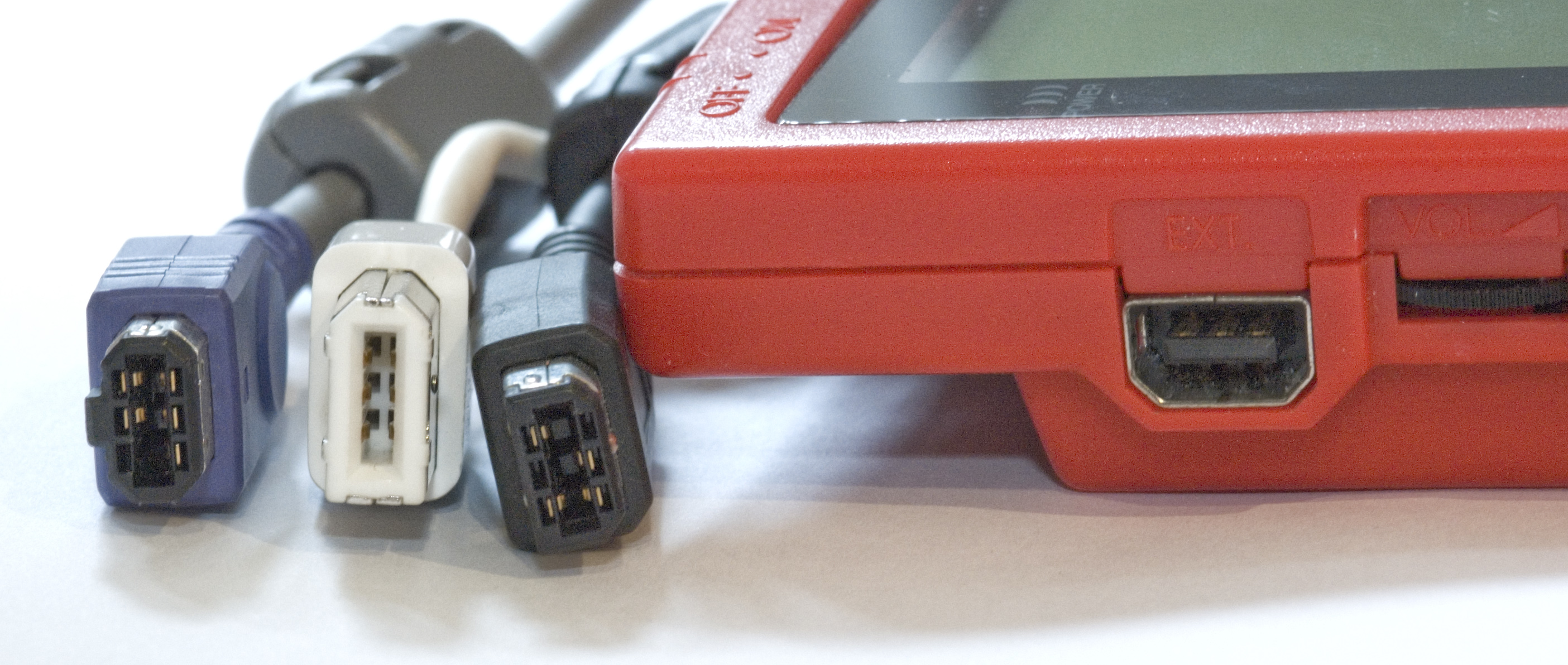
左がGBA用、右がGBポケット用端子（逆向きに置かれている）。GBAは接点が1つ多い。中央はIEEE 1394。